# (31380) Hegyesi
(31380) Hegyesi est un astéroïde de la ceinture principale.

## Description
(31380) Hegyesi est un astéroïde de la ceinture principale. Il fut découvert le 14 décembre 1998 à Socorro (Nouveau-Mexique) par le projet LINEAR. Il présente une orbite caractérisée par un demi-grand axe de 2,36 UA, une excentricité de 0,06 et une inclinaison de 6,9° par rapport à l'écliptique.

## Compléments